# Fred Astaire
Fred Astaire   (Omaha, 10 de maig de 1899 - Los Angeles, 22 de juny de 1987) va ser un actor, cantant, coreògraf i ballarí de teatre i cinema estatunidenc. Se l'ha reconegut com un dels ballarins més influents en la història dels musicals de cinema i televisió. Va ser conegut pel sobrenom del príncep de la dansa i és sovint considerat crooner.
La seva carrera teatral i la seva posterior carrera en el cinema va incloure un total de setanta-sis anys. Va protagonitzar més de 10 musicals de Broadway i West End, va rodar 31 pel·lícules musicals, quatre especials de televisió i nombrosos enregistraments. Com a ballarí, els seus trets destacats eren un estrany sentit del ritme, el perfeccionisme i la innovació. La seva companya de ball més destacada va ser Ginger Rogers, amb qui va fer deu musicals de Hollywood durant l'època del Cinema clàssic de Hollywood, incloent Top Hat (1935), Swing Time (1936) i Shall We Dance (1937). Entre les altres pel·lícules més populars d'Astaire, amb les quals va portar el gènere del claqué a un nou nivell, hi ha Holiday Inn (1942), Easter Parade (1948), The Band Wagon (1953), Funny Face (1957) i Silk Stockings (1957). L'American Film Institute va nomenar Astaire com la cinquena estrella masculina més destacada del cinema clàssic de Hollywood en una llista dels 25 actors i les 25 actrius més destacades de la història del cinema americà.

## Biografia
Friedrich E. Austerlitz, pare de Fred Astaire, un cerveser originari de Linz, va emigrar d'Àustria als Estats Units el 1892, on es va casar amb Johanne Geilus, una mestra nascuda a Nebraska, però d'ascendència prusiana. Fred Astaire, el nom real del qual és Frederick Austerlitz, va néixer el 10 de maig de 1899 a Omaha (Nebraska).
El 1905, el governador de Nebraska va aprovar una llei que prohibia la producció de cervesa. El seu pare es va arruinar i tota la família es va traslladar a Nova York. La seva germana gran Adele (1896-1981) hi va fer classes de dansa a l'escola Claude Alviene. Fred l'acompanya i descobreix la seva passió. Va ser l'any 1905, quan ell i Adele van representar una petita obra de teatre (una adaptació de Cyrano de Bergerac), que va adoptar el nom « Astaire »; aquest pseudònim (també adoptat per Adele) va ser escollit perquè era el nom de soltera de l'àvia paterna, un dels seus oncles, a més a més, al seu poble «el poble d'Astaire». Aquesta peça marca l'inici de la seva carrera, l'escola els va implicar en actuacions professionals a partir de la tardor de 1905; aclamats per la premsa local, van iniciar una sèrie de gires. Fred i Adele van tenir la seva primera actuació a Broadway el 1917, al musical Over the Top L'espectacle és un fracàs relatiu, però la carrera d'Astaire està definitivament llançada.

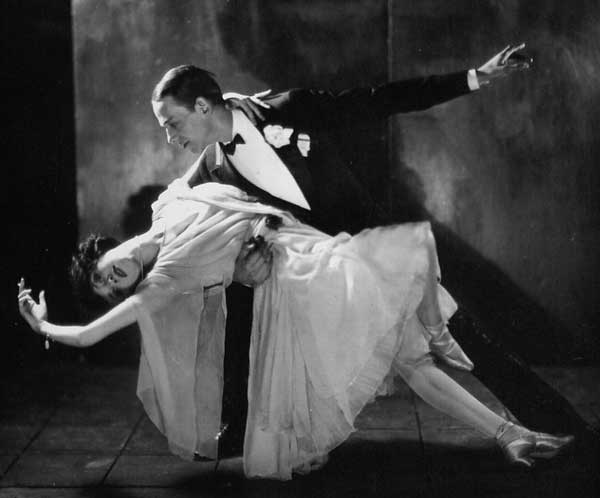
Fred Astaire i la seva germana Adele el 1921.

Fred i Adele actuarien junts durant la dècada de 1920, a Broadway i a Anglaterra. Es van separar el 1932, després de l'aclamat The Band Wagon, al New Amsterdam Theatre (Nova York), quan Adele es va casar amb Lord Charles Cavendish, fill del duc de Devonshire. (Anglaterra).
El 1932 la seva germana es va casar i en Fred va quedar sense parella artística, però aviat trobaria a la que seria la seva parella ideal i una bona amiga, la Ginger Rogers.

### Carrera en solitari
Fred Astaire va conèixer George i Ira Gershwin el 1922, durant la producció de For Goodness Sake, un espectacle per al qual els Gershwin van escriure algunes cançons - una trobada que donaria lloc a nombroses col·laboracions.
Amb moltes actuacions aclamades per la crítica, Fred Astaire es va guanyar una reputació com a coreògraf i director de Broadway. El 1930, Alfred Aarons li va demanar que revisés la peça Embraceable You, al seu musical Girl Crazy. Aquest mateix any, Astaire va conèixer Ginger Rogers, amb qui rodaria diverses pel·lícules.
Quan The Band Wagon va acabar, després de 260 actuacions, Fred va interpretar el paper principal al musical The Gay Divorcee, escrit per Cole Porter, un espectacle que faria 248 actuacions. Va ser llavors quan el cinema va començar a interessar-se per ell. El productor Mervyn LeRoy s'acosta a Astaire per fer una pel·lícula de The Gay Divorcee. Interessat per la pantalla gran, Astaire es va presentar als estudis RKO, on va fer una prova el gener de 1933. Malgrat la tornada concisa d'un executiu d'estudi sobre la seva actuació (probablement una cita apòcrifa: «No sap cantar. No sap actuar. Calvície lleu. Balla una mica»), David O. Selznick el va contractar per a Volant cap a Rio de Janeiro (Flying Down to Rio). Després va començar una carrera cinematogràfica sense precedents.
El 12 de juliol de 1933 es casa amb Phyllis Potter, a qui va havia conegut un any abans.

### Cinema
El 1933 va debutar al cinema apareixent breument a Dancing Lady de Robert Z. Leonard al costat de Joan Crawford i Clark Gable, encara que la seva consolidació cinematogràfica li arribaria quan li van oferir un paper secundari amb la Ginger Rogers a Volant cap a Rio de Janeiro, una producció en què el paper principal era per Dolores del Río. Volant cap a Rio de Janeiro és la seva primera pel·lícula amb Ginger Rogers. La crítica va aclamar el seu talent com a ballarí i Astaire va conèixer als estudis el coreògraf Hermes Pan, amb qui col·laboraria durant molts anys. RKO el va contractar per al rodatge de L'alegre divorciada (The Gay Divorcee), per la qual Astaire va obtenir un percentatge dels rebuts, una clàusula fins ara extremadament rara a les costums de Hollywood. Aquesta pel·lícula dedica a la parella Astaire-Rogers, patrocinada per Hermes Pan.
Astaire accepta una oferta de la NBC per a un programa de ràdio (Your Hit Parade), per als cigarrets Lucky Strike, amb l'objectiu de diversificar la seva carrera. .

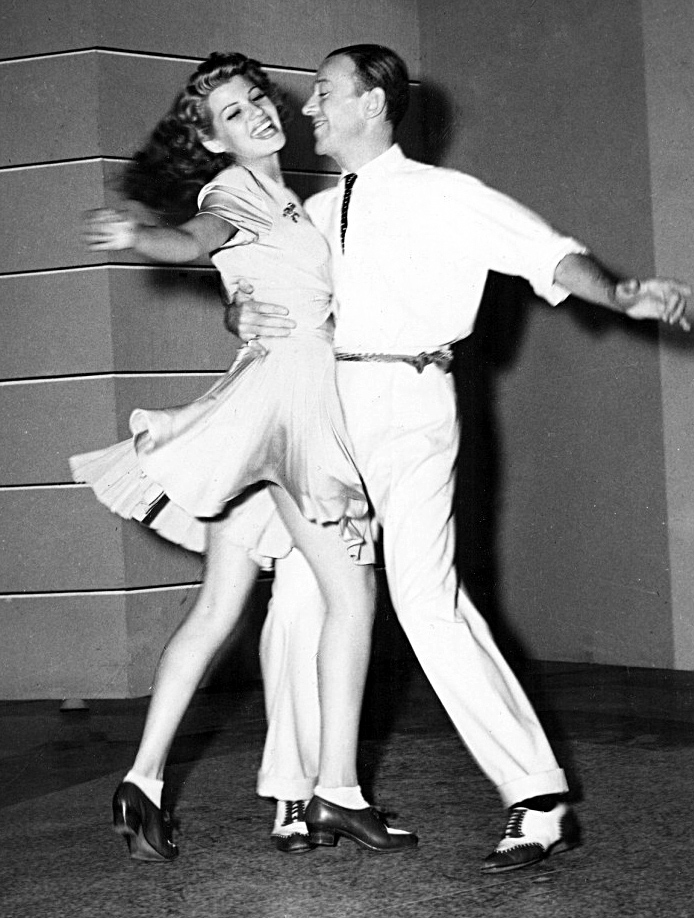
Rita Hayworth i Fred Astaire a Ballant neix l'amor

El trio i els seus èxits estan a l'origen de la importància que tindran els números de dansa en els musicals de Hollywood. A mitjans dels anys 30, Astaire i Rogers ja eren una parella consagrada que va aconseguir les més altes quotes en pel·lícules com Barret de copa (1935), Seguim la flota (1936) o En ales de la dansa (1936). Ritme boig i Amanda no van tenir, però, l'èxit esperat, i la col·laboració de Fred Astaire amb Ginger Rogers va acabar amb el rodatge de La història de Vernon i Irene Castle el 1939.
A partir de 1939 es va produir un llarg parèntesi durant el qual no van treballar junts però deu anys més tard van reaparèixer a The Barkleys of Broadway (1949). Fred Astaire va protagonitzar amb Eleanor Powell a Broadway Melody of 1940, així com Rita Hayworth a You'll Never Get Rich i Ballant neix l'amor, tots dos, com els seus posteriors companys de repartiment, van ser comparats per la crítica amb Ginger Rogers; però no vam trobar amb ells l'alquímia de la mítica parella.
El 1946, després de rodar El so de la música, Fred Astaire va anunciar a la premsa que es retirava del món del cinema. S'anuncia que la pel·lícula és la seva darrera i li arriben milers de cartes de protesta, sense resignar-se el públic a la seva desaparició del cartell.
La seva jubilació és de curta durada. L'octubre de 1947, mentre Judy Garland i Gene Kelly assajaven per a Spring Parade, Kelly es va trencar el turmell i va trucar a Astaire per substituir-lo. Conscient del potencial d'Astaire-Garland en el mateix cartell, l'estudi els renova per a una segona pel·lícula. Judy Garland és destituïda, després dels seus constants retards i el seu comportament erràtic, substituïda en poc temps per Ginger Rogers. Deu anys més tard, a falta d'un cartell Astaire-Garland, Arthur Freed s'ofereix el retorn de la parella Astaire-Rogers. Entrem al ball és un èxit i fa les delícies dels seguidors de la parella de ballarins. La carrera de Fred Astaire va tornar a enlairar i va fer algunes de les seves millors pel·lícules fins a finals dels anys 50, quan les ofertes eren escasses.

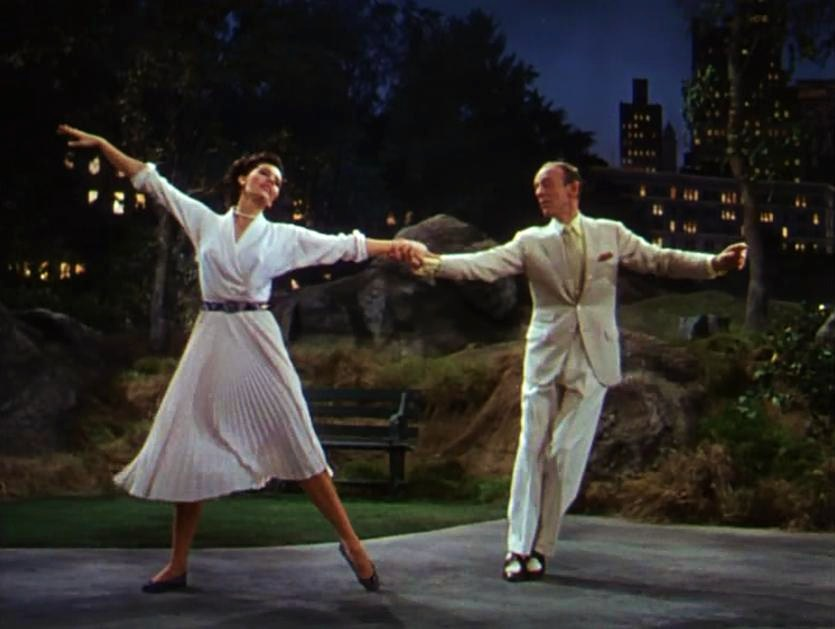
Cyd Charisse i Fred Astaire a All On Stage

El 1951 fent parella amb Jane Powell van rodar la comèdia musical Noces reials, dirigida per Stanley Donen amb el ball del sostre i el duet amb barret. A Melodies de Broadway (1953), dirigida per Vincente Minnelli, sovint citada com una de les millors pel·lícules musicals, Astaire va fer duet amb Cyd Charisse amb escenes musicals de ball com "Dancing in the Dark".
El 1949, li van concedir un Oscar honorífic pel seu "virtuosisme i contribució a l'art de la comèdia musical", guardó que va ser entregat a Ginger Rogers.
Va fer una sèrie d’especials de televisió fins a principis dels anys 60. Un d'aquests programes, An Evening with Fred Astaire (An Evening with Fred Astaire), va guanyar 9 premis Emmy el 1958.
Gairebé tres dècades més tard, el 1974, va ser nominat com a millor actor secundari pel seu paper a El colós en flames. Fred Astaire es va casar dues vegades, la primera amb Phyllis Baker Potter amb qui va tenir dos fills, Frederick i Ava; el segon matrimoni el va contraure el 1980 amb Robyn Smith, una jockey professional, 46 anys més jove que ell.

## Filmografia

### Pel·lícules musicals
- Dancing Lady (1933)
- Volant cap a Rio de Janeiro (Flying Down to Rio) (1933) (*)
- L'alegre divorciada (The Gay Divorcee) (1934) (*)
- Roberta (1935) (*)
- Barret de copa (Top Hat) (1935) (*)[25]
- Seguim la flota (Follow the Fleet) (1936) (*)
- En ales de la dansa (Swing Time) (1936) (*)[26]
- Ritme boig (Shall we dance) (1937) (*)[27]
- Senyoreta en desgràcia (A Damsel in Distress) (1937)
- Amanda (Carefree) (1938) (*)
- La història de Vernon i Irene Castle (The Story of Vernon and Irene Castle) (1939) (*)
- Broadway Melody of 1940 (1940)
- Second Chorus (1940)
- You'll Never Get Rich (1941)
- Holiday Inn (1942)
- Ballant neix l'amor (You Were Never Lovelier) (1942)
- The Sky's the Limit (1943)
- Iolanda i el lladre ((Yolanda and the Thief) (1945)
- Ziegfeld Follies (1946)
- Blue Skies (1946)
- Easter Parade (1948)
- The Barkleys of Broadway (1949) (*)
- Three Little Words (1950)
- Let's Dance (1950)
- Noces reials (Royal Wedding)  (1951)[28]
- The Belle of New York (1952)
- Melodies de Broadway (1953)
- Daddy Long Legs (1955)
- Funny Face (1957)
- Silk Stockings (1957)
- La vall de l'arc iris (Finian's Rainbow) (1968)
- Això és l'espectacle (That's Entertainment!) (1974)

(*) amb Ginger Rogers

### Pel·lícules no musicals
- L'hora final (On the Beach) (1959)
- The Pleasure of His Company (1961)
- La misteriosa dama de negre (The Notorious Landlady) (1962)
- Midas Run (1969)
- El colós en flames (The Towering Inferno) (1974)
- The Amazing Dobermans (1976)
- Un taxi malva (Un taxi mauve) (1976)[29]
- Ghost Story (1981)